# Miltochrista aberrans
Miltochrista aberrans är en fjärilsart som beskrevs av Butler 1877. Miltochrista aberrans ingår i släktet Miltochrista och familjen björnspinnare. Inga underarter finns listade i Catalogue of Life.